# 湯川正人

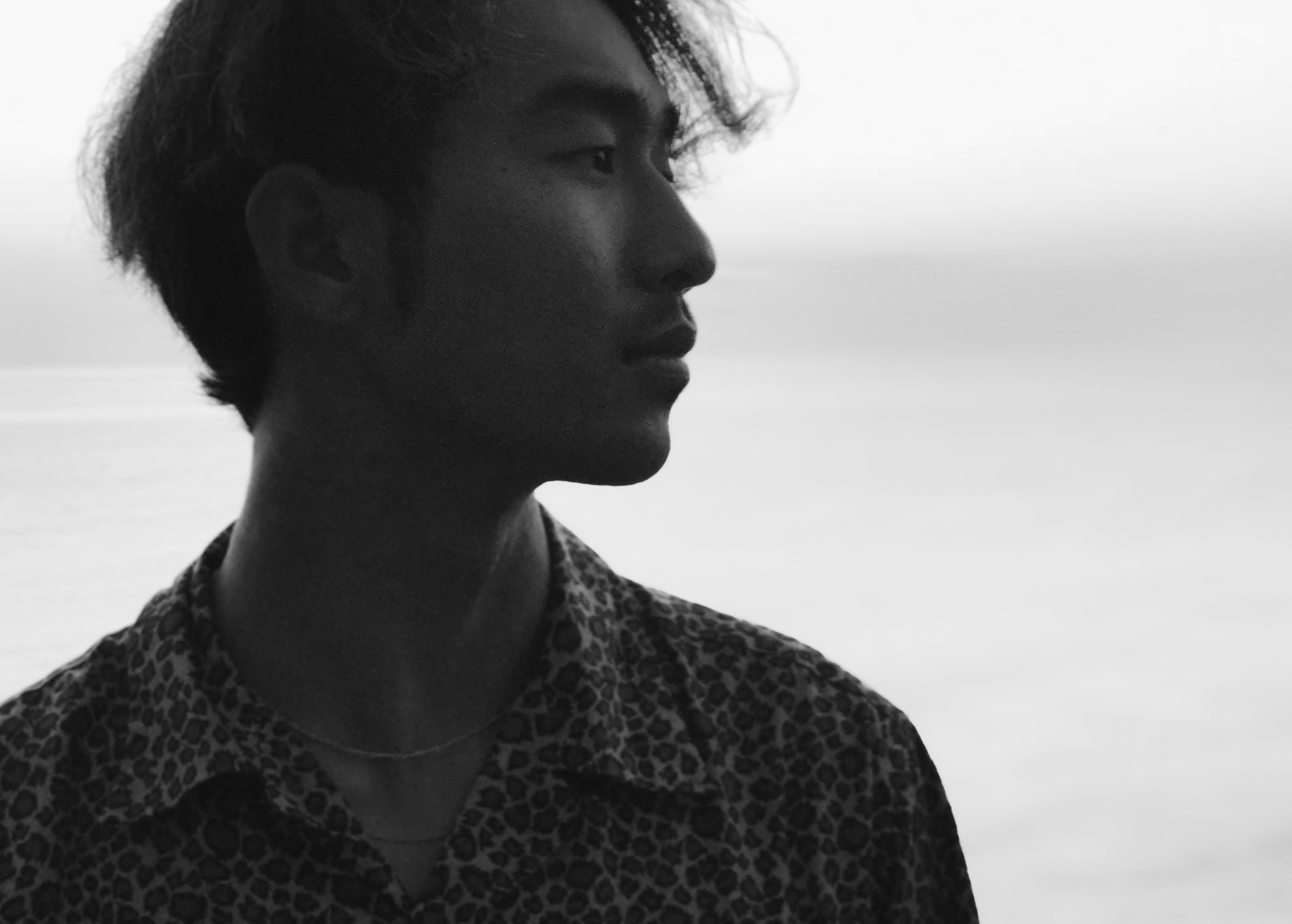

湯川 正人（ゆかわ まさと、1992年〈平成4年〉1月10日 - ）は、日本のプロサーファー、クリエイティブディレクター、DJ 。東京都生まれ、茅ヶ崎市育ち。 

## 経歴
10代の頃にはサーフィンコンテストで国内外を飛び回り、16歳でNSA GRAND CHAMPIONSHIPにて３位（日本男子）になり、17歳でISA U-18日本代表に選出される。その翌年にJPSAプロ資格を取得するが、その後コンテストを辞退。
自らのライフスタイルとエンターテイメント性の高いそのサーフィンを武器に、世界中を飛び周りプロのフリーサーファーとして多くのメディアで活躍し、2014年JASA AWARDSにてアクションスポーツの発展に貢献した人物に贈られるSPECIAL AWARDを受賞した。 
オリンピックで競技としてのサーフィンが盛り上がりつつある現代の流れにおいて、  
あえてコンテストサーフィンに縛られず、 ”自由”というサーフィンの本質を
熟知している彼ならではのライフスタイルである。 
2022年には、世界一のサーフメディアSTAB MAGAZINEが主催する、
世界のトップエアリスト20名のみが招待されるSTAB HIGHに日本人唯一選出され、
世界に認められたエアリストとなった。
スポンサーはVANS、Lost surfboards、Skullcandy 、Luvsurf、Gorilla、fuwax。
2012年10月-若者のリアルなライフスタイルを描いた「テラスハウス」（CX）に出演。
DJとしては国内外で活躍し、今期大きな期待の集まる音楽プロデューサーユニットDIDとしてギタリストの大村真司と共に2019年から本格的に活動中。今年は『REDLINE』『BACK AGAIN』の2曲をリリースし、ファッションブランドやPR映像等、音楽プロデュースも行なっている。
ファッションプロデュース活動では、個性派時計ブランド「ALIVE」のクリエイティヴディレクターを約６年間務め、2019年後半に辞任。新たにラグジュアリーストリートブランド「MASON MAZE」を立ち上げた。日本製にこだわり、彼ならではのエッジの効いたデザインを2020年５月にローンチ。
その後はクリエイティブディレクターとして、コンセプトデザインやブランディング、様々なブランドのイベントプロデュースなどを行う。
まさに、令和の時代を率いる唯一無二な存在である。